# Viktor Lobas
Viktor Lobas (Russisch:Виктор Лобас) (Dobropillia, 15 februari 1995) is een in Oekraïne geboren Russische langebaanschaatser.

## Records

### Persoonlijke records
| Afstand    | Tijd    | Datum            | Baan           |
| ---------- | ------- | ---------------- | -------------- |
| 500 meter  | 35,50   | 29 december 2018 | Kolomna        |
| 1000 meter | 1.09,01 | 16 december 2018 | Heerenveen     |
| 1500 meter | 1.47,02 | 4 maart 2018     | Salt Lake City |
| 3000 meter | 3.55,61 | 5 oktober 2019   | Inzell         |
| 5000 meter | 6.56,81 | 11 maart 2013    | Kolomna        |

(laatst bijgewerkt: 1 februari 2021)

## Resultaten
| Jaar | EK Sprint                |
| ---- | ------------------------ |
| 2019 | 9e · (14e, , 14e, 6e)    |
|      |                          |
| 2021 | 12e (15e, 16e, 16e, 12e) |

(#, #, #, #) = afstandspositie op sprinttoernooi (500m, 1000m, 500m, 1000m).